# Jan Arnošt Nasavsko-Weilburský
Jan Arnošt Nasavsko-Weilburský (13. června 1664 Weilburg – 27. února 1719 Heidelberg) byl císařský vrchní polní maršál, v letech 1675 až 1688 hrabě a od roku 1688 do své smrti kníže nasavsko-weilburský.

## Život
Jan Arnošt se narodil jako nejstarší syn hraběte Fridricha Nasavsko-Weilburského (1640–1675) a Kristýny Alžběty ze Sayn-Wittgensteinu (1646–1678). Po smrti rodičů byl jeho regentem hrabě Jan Nasavsko-Idsteinský a po jeho smrti hrabě Jan Ludvík Nasavsko-Ottweilerský.
V červenci 1679 začal Jan Arnošt studovat na univerzitě Tübingen. V letech 1681 až 1682 pobýval u dvora francouzského krále Ludvíka XIV. ve Versailles.
Jan Arnošt se stal jediným vládcem Nasavska-Weilburgu, když byl jeho mladší Fridrich v roce 1684 zabit při obléhání Budína. Jeho území na levém břehu Rýna byla obsazena Francií a vrátila se mu až po smlouvě z Rijswijku v roce 1697.
Jan Arnošt měl významnou vojenskou kariéru. V roce 1684 velel pluku dragounů ve službách hesensko-kasselského lankraběte. Na počátku devítileté války v roce 1688 bránil Koblenz. Později se účastnil obléhání Mohuče (1689), bitvy u Fleurus (1690) a bitvy u Landenu (1693).
V září 1696 vstoupil jako generál do služeb falckého kurfiřta, čímž rozzuřil svého bývalého chlebodárce Karla I. Hesensko-Kasselského. Po smlouvě z Rijswijku se Jan Arnošt stal guvernérem falckého města Düsseldorf.
V roce 1701 vypukla válka o španělské dědictví, Jan Arnošt postavil armádu a účastnil se úspěšného obléhání Laudau (1702) a následného pronásledování armády francouzského maršála Tallarda. Za tento úspěch byl jmenován císařským generalfeldmarschallem.
Když Evžen Savojský pochodoval v roce 1703 do Bavorska proti francouzskému maršálovi Villarsovi, zůstal Jan Arnošt na Rýně bránit Landau proti Tallardovi. To vedlo 15. listopadu 1703 k bitvě u Speyerbachu. Byla to strašná porážka. Jan Arnošt ztratil 8000 mužů včetně svého nejstaršího syna Fridricha Ludvíka. Poté Jan Arnošt již nikdy nebojoval ve velké bitvě a v roce 1706 opustil aktivní službu. Do roku 1716 byl großhofmeisterem falckého kurfiřtství, poté se vrátil do Weilburska, kde 27. února 1719 ve věku 54 let v Heidelbergu zemřel.

## Stavební činnost
Na počátku 18. století zahájil Jan Arnošt přestavbu svého sídla na zámku Weilburg z renesančního paláce na barokní komplex a nechal jej rozšířit o oranžerie, stáje, kostel a terasové zahrady.

## Manželství a potomci
Jan Arnošt se 3. dubna 1683 v osmnácti letech oženil s o dva roky starší Marií Polyxenou Leiningensko-Dagsbursko-Hartenburskou (7. února 1662 – 22. dubna 1725). Měli spolu devět dětí:
- Fridrich Ludvík Nasavsko-Weilburský (1683–1703)
- Karel August Nasavsko-Weilburský (1685–1753)
- Marie Polyxena Nasavsko-Weilburská (1686–1687)
- Johana Luisa Nasavsko-Weilburská (1687–1688)
- Karel Arnošt Nasavsko-Weilburský (1689–1709)
- Jindřich Ludvík Nasavsko-Weilburský (1690–1691)
- Magdaléna Henrietta Nasavsko-Weilburská (1691–1725)
- Albertina Nasavsko-Weilburská (1693–1748)
- dcera (1694)

## Vývod z předků
|                                |                                               |  |                                |                                 |  |  |  |  |  |  |  | Albrecht Nasavsko-Weilburský |
|                                |                                               |  |                                |                                 |  |  |  |  |  |  |  |                              |
|                                | Ludvík II. Nasavsko-Weilburský                |  |                                |                                 |  |  |  |  |  |  |  |                              |
|                                |                                               |  |                                |                                 |  |  |  |  |  |  |  |                              |
|                                |                                               |  |                                | Anna Nasavsko-Dillenburská      |  |  |  |  |  |  |  |                              |
|                                |                                               |  |                                |                                 |  |  |  |  |  |  |  |                              |
|                                | Arnošt Kazimír Nasavsko-Weilburský            |  |                                |                                 |  |  |  |  |  |  |  |                              |
|                                |                                               |  |                                |                                 |  |  |  |  |  |  |  |                              |
|                                |                                               |  |                                | Vilém IV. Hesensko-Kasselský    |  |  |  |  |  |  |  |                              |
|                                |                                               |  |                                |                                 |  |  |  |  |  |  |  |                              |
|                                | Anna Marie Hesensko-Kasselská                 |  |                                |                                 |  |  |  |  |  |  |  |                              |
|                                |                                               |  |                                |                                 |  |  |  |  |  |  |  |                              |
|                                |                                               |  |                                | Sabina Württemberská            |  |  |  |  |  |  |  |                              |
|                                |                                               |  |                                |                                 |  |  |  |  |  |  |  |                              |
|                                | Fridrich Nasavsko-Weilburský                  |  |                                |                                 |  |  |  |  |  |  |  |                              |
|                                |                                               |  |                                |                                 |  |  |  |  |  |  |  |                              |
|                                |                                               |  |                                | Ludvík I. ze Sayn-Wittgenstein  |  |  |  |  |  |  |  |                              |
|                                |                                               |  |                                |                                 |  |  |  |  |  |  |  |                              |
|                                | Vilém II. ze Sayn-Wittgenstein-Hachenburg     |  |                                |                                 |  |  |  |  |  |  |  |                              |
|                                |                                               |  |                                |                                 |  |  |  |  |  |  |  |                              |
|                                |                                               |  |                                | Alžběta ze Solms-Laubach        |  |  |  |  |  |  |  |                              |
|                                |                                               |  |                                |                                 |  |  |  |  |  |  |  |                              |
|                                | Anna Marie ze Sayn-Wittgenstein-Hachenburg    |  |                                |                                 |  |  |  |  |  |  |  |                              |
|                                |                                               |  |                                |                                 |  |  |  |  |  |  |  |                              |
|                                |                                               |  |                                | Albrecht Nasavsko-Weilburský    |  |  |  |  |  |  |  |                              |
|                                |                                               |  |                                |                                 |  |  |  |  |  |  |  |                              |
|                                | Anna Otýlie Nasavsko-Weilburská               |  |                                |                                 |  |  |  |  |  |  |  |                              |
|                                |                                               |  |                                |                                 |  |  |  |  |  |  |  |                              |
|                                |                                               |  |                                | Anna Nasavsko-Dillenburská      |  |  |  |  |  |  |  |                              |
|                                |                                               |  |                                |                                 |  |  |  |  |  |  |  |                              |
| Jan Arnošt Nasavsko-Weilburský |                                               |  |                                |                                 |  |  |  |  |  |  |  |                              |
|                                |                                               |  |                                |                                 |  |  |  |  |  |  |  |                              |
|                                |                                               |  | Ludvík I. ze Sayn-Wittgenstein |                                 |  |  |  |  |  |  |  |                              |
|                                |                                               |  |                                |                                 |  |  |  |  |  |  |  |                              |
|                                | Jiří II. ze Sayn-Wittgenstein-Berleburg       |  |                                |                                 |  |  |  |  |  |  |  |                              |
|                                |                                               |  |                                |                                 |  |  |  |  |  |  |  |                              |
|                                |                                               |  |                                | Alžběta ze Solms-Laubach        |  |  |  |  |  |  |  |                              |
|                                |                                               |  |                                |                                 |  |  |  |  |  |  |  |                              |
|                                | Arnošt ze Sayn-Wittgenstein-Homburg           |  |                                |                                 |  |  |  |  |  |  |  |                              |
|                                |                                               |  |                                |                                 |  |  |  |  |  |  |  |                              |
|                                |                                               |  |                                | Albrecht Nasavsko-Weilburský    |  |  |  |  |  |  |  |                              |
|                                |                                               |  |                                |                                 |  |  |  |  |  |  |  |                              |
|                                | Alžběta Nasavsko-Weilburská                   |  |                                |                                 |  |  |  |  |  |  |  |                              |
|                                |                                               |  |                                |                                 |  |  |  |  |  |  |  |                              |
|                                |                                               |  |                                | Anna Nasavsko-Dillenburská      |  |  |  |  |  |  |  |                              |
|                                |                                               |  |                                |                                 |  |  |  |  |  |  |  |                              |
|                                | Kristýna Alžběta ze Sayn-Wittgenstein-Homburg |  |                                |                                 |  |  |  |  |  |  |  |                              |
|                                |                                               |  |                                |                                 |  |  |  |  |  |  |  |                              |
|                                |                                               |  |                                | Josiáš I. Waldecký              |  |  |  |  |  |  |  |                              |
|                                |                                               |  |                                |                                 |  |  |  |  |  |  |  |                              |
|                                | Kristián Waldeck                              |  |                                |                                 |  |  |  |  |  |  |  |                              |
|                                |                                               |  |                                |                                 |  |  |  |  |  |  |  |                              |
|                                |                                               |  |                                | Marie z Barby-Mühlingenu        |  |  |  |  |  |  |  |                              |
|                                |                                               |  |                                |                                 |  |  |  |  |  |  |  |                              |
|                                | Kristýna Waldecko-Wildungenská                |  |                                |                                 |  |  |  |  |  |  |  |                              |
|                                |                                               |  |                                |                                 |  |  |  |  |  |  |  |                              |
|                                |                                               |  |                                | Jan VII. Nasavsko-Siegenský     |  |  |  |  |  |  |  |                              |
|                                |                                               |  |                                |                                 |  |  |  |  |  |  |  |                              |
|                                | Alžběta Nasavsko-Siegenská                    |  |                                |                                 |  |  |  |  |  |  |  |                              |
|                                |                                               |  |                                |                                 |  |  |  |  |  |  |  |                              |
|                                |                                               |  |                                | Magdaléna Waldecko-Wildungenská |  |  |  |  |  |  |  |                              |
|                                |                                               |  |                                |                                 |  |  |  |  |  |  |  |                              |